# Anterhynchium flavolineatum
Anterhynchium flavolineatum är en stekelart som först beskrevs av Smith 1857.  Anterhynchium flavolineatum ingår i släktet Anterhynchium och familjen Eumenidae. Utöver nominatformen finns också underarten A. f. malaisei.